# واسیلیوکا (شهرستان آرخانگلسکی، باشقیرستان)
واسیلیوکا (به لاتین: Vasilyevka) یک منطقهٔ مسکونی در روسیه است که در باشقیرستان واقع شده‌است.